# Weslley Smith Alves Feitosa
Weslley Smith Alves Feitosa (født 21. april 1992) er en brasiliansk fodboldspiller.